# Racing Bulls Formula One Team
A Racing Bulls S.p.A., hivatalos nevén Visa Cash App Racing Bulls F1 Team, röviden RB vagy VCARB egy 2024-ben alapított faenzai székhelyű olasz Formula–1-es csapat, a Scuderia AlphaTauri jogutódja. Hasonlóan elődeihez, a Toro Rossóhoz és az AlphaTaurihoz, az RB a Red Bull fiókcsapata.

## Alkalmazottak
A csapat pilótái Isack Hadjar és Liam Lawson. A csapat menedzsere Graham Watson, míg a csapatfőnök Alan Permane.

## Elődtörténet - AlphaTauri
A Scuderia AlphaTauri 2020-2023 között indult a Formula–1-ben. 2023-ban bejelentették, hogy az AlphaTauri nevet változtat, és a csapat oszlopos tagja, Franz Tost, otthagyja a csapatot. 
A hivatalos 2024-es nevezési listán eredetileg Scuderia RB néven szerepelt a csapat, A csapat autói által használt motorokat a Honda és a Red Bull Powertrains együttműködésével tervezték. Ez alatt az együttműködés alatt készültek az AlphaTauri, valamint a Red Bull autóinak motorjai is. 2024. január 25-én bejelentették a csapat új hivatalos nevét: Visa Cash App RB, röviden VCARB. 2025-től Racing Bulls néven indulnak, az RB helyett.

### Teljes Formula–1-es eredménysorozata
(Táblázat értelmezése)

(Félkövér: pole-pozícióból indult; dőlt: leggyorsabb kört futott) 

| A Racing Bulls teljes Formula–1-es eredménysorozata | A Racing Bulls teljes Formula–1-es eredménysorozata | A Racing Bulls teljes Formula–1-es eredménysorozata | A Racing Bulls teljes Formula–1-es eredménysorozata | A Racing Bulls teljes Formula–1-es eredménysorozata | A Racing Bulls teljes Formula–1-es eredménysorozata | A Racing Bulls teljes Formula–1-es eredménysorozata | A Racing Bulls teljes Formula–1-es eredménysorozata | A Racing Bulls teljes Formula–1-es eredménysorozata | A Racing Bulls teljes Formula–1-es eredménysorozata | A Racing Bulls teljes Formula–1-es eredménysorozata | A Racing Bulls teljes Formula–1-es eredménysorozata | A Racing Bulls teljes Formula–1-es eredménysorozata | A Racing Bulls teljes Formula–1-es eredménysorozata | A Racing Bulls teljes Formula–1-es eredménysorozata | A Racing Bulls teljes Formula–1-es eredménysorozata | A Racing Bulls teljes Formula–1-es eredménysorozata | A Racing Bulls teljes Formula–1-es eredménysorozata | A Racing Bulls teljes Formula–1-es eredménysorozata | A Racing Bulls teljes Formula–1-es eredménysorozata | A Racing Bulls teljes Formula–1-es eredménysorozata | A Racing Bulls teljes Formula–1-es eredménysorozata | A Racing Bulls teljes Formula–1-es eredménysorozata | A Racing Bulls teljes Formula–1-es eredménysorozata | A Racing Bulls teljes Formula–1-es eredménysorozata | A Racing Bulls teljes Formula–1-es eredménysorozata | A Racing Bulls teljes Formula–1-es eredménysorozata | A Racing Bulls teljes Formula–1-es eredménysorozata | A Racing Bulls teljes Formula–1-es eredménysorozata | A Racing Bulls teljes Formula–1-es eredménysorozata | A Racing Bulls teljes Formula–1-es eredménysorozata | A Racing Bulls teljes Formula–1-es eredménysorozata |
| Év                                                  | Kasztni                                             | Motor                                               | Gumi                                                | Versenyzők                                          | 1                                                   | 2                                                   | 3                                                   | 4                                                   | 5                                                   | 6                                                   | 7                                                   | 8                                                   | 9                                                   | 10                                                  | 11                                                  | 12                                                  | 13                                                  | 14                                                  | 15                                                  | 16                                                  | 17                                                  | 18                                                  | 19                                                  | 20                                                  | 21                                                  | 22                                                  | 23                                                  | 24                                                  | Helyezés                                            | Pont                                                |                                                     |
| --------------------------------------------------- | --------------------------------------------------- | --------------------------------------------------- | --------------------------------------------------- | --------------------------------------------------- | --------------------------------------------------- | --------------------------------------------------- | --------------------------------------------------- | --------------------------------------------------- | --------------------------------------------------- | --------------------------------------------------- | --------------------------------------------------- | --------------------------------------------------- | --------------------------------------------------- | --------------------------------------------------- | --------------------------------------------------- | --------------------------------------------------- | --------------------------------------------------- | --------------------------------------------------- | --------------------------------------------------- | --------------------------------------------------- | --------------------------------------------------- | --------------------------------------------------- | --------------------------------------------------- | --------------------------------------------------- | --------------------------------------------------- | --------------------------------------------------- | --------------------------------------------------- | --------------------------------------------------- | --------------------------------------------------- | --------------------------------------------------- | --------------------------------------------------- |
| 2024                                                | VCARB 01                                            | Honda RBPTH002 1.6 V6 t                             | P                                                   |                                                     | BHR                                                 | SAU                                                 | AUS                                                 | JPN                                                 | CHN                                                 | MIA                                                 | EMI                                                 | MON                                                 | CAN                                                 | ESP                                                 | AUT                                                 | GBR                                                 | HUN                                                 | BEL                                                 | NED                                                 | ITA                                                 | AZE                                                 | SIN                                                 | USA                                                 | MEX                                                 | BRA                                                 | LVS                                                 | QAT                                                 | UAE                                                 | 8.                                                  | 46                                                  |                                                     |
| 2024                                                | VCARB 01                                            | Honda RBPTH002 1.6 V6 t                             | P                                                   | Daniel Ricciardo                                    | 13                                                  | 16                                                  | 12                                                  | ki                                                  | ki                                                  | 15                                                  | 13                                                  | 12                                                  | 8                                                   | 15                                                  | 9                                                   | 13                                                  | 12                                                  | 10                                                  | 12                                                  | 13                                                  | 13                                                  | 18                                                  |                                                     |                                                     |                                                     |                                                     |                                                     |                                                     | 8.                                                  | 46                                                  |                                                     |
| 2024                                                | VCARB 01                                            | Honda RBPTH002 1.6 V6 t                             | P                                                   | Cunoda Júki                                         | 14                                                  | 15                                                  | 7                                                   | 10                                                  | ki                                                  | 7                                                   | 10                                                  | 8                                                   | 14                                                  | 19                                                  | 14                                                  | 10                                                  | 9                                                   | 16                                                  | 17                                                  | ki                                                  | ki                                                  | 12                                                  | 14                                                  | ki                                                  | 7                                                   | 9                                                   | 13                                                  | 12                                                  | 8.                                                  | 46                                                  |                                                     |
| 2024                                                | VCARB 01                                            | Honda RBPTH002 1.6 V6 t                             | P                                                   | Liam Lawson                                         |                                                     |                                                     |                                                     |                                                     |                                                     |                                                     |                                                     |                                                     |                                                     |                                                     |                                                     |                                                     |                                                     |                                                     |                                                     |                                                     |                                                     |                                                     | 9                                                   | 16                                                  | 9                                                   | 16                                                  | 14                                                  | ki                                                  | 8.                                                  | 46                                                  |                                                     |